# グルカン エンド-1,3-β-D-グルコシダーゼ
グルカン エンド-1,3-β-D-グルコシダーゼ(Glucan endo-1,3-b-D-glucosidase、EC 3.2.1.39)は、系統名を3-β-D-グルカン グルコヒドロラーゼという酵素である。ラミナリナーゼ、カラーゼ、キタラーゼ(商標)等とも呼ばれる。以下の化学反応を触媒する。
(1->3)-β-D-グルカンの(1->3)-β-D-グルコシド結合を加水分解する。
この酵素は、(1->3,1->4)-β-D-グルカンの混合物にもわずかに活性を持つ。